# Pinball 2000
Pinball 2000 ist ein von Williams Electronics 1998 entworfenes Konzept für Flipperautomaten, das die nächste Generation der Flipperautomaten darstellen sollte.

## Konzept
Der Flippermarkt geriet in den 90ern immer stärker unter Druck von Arcade-Maschinen und Heimspielkonsolen. Mit Pinball 2000 sollten Videospiele mit Flipperautomaten kombiniert werden, um eine neue Spielerfahrung zu erzeugen. Zu diesem Zweck ist über dem oberen Teil des Spielfelds ein Monitor angebracht, der sich in der Scheibe über dem Spielfeld spiegelt (Pepper’s ghost). Dadurch entsteht der Effekt, dass die auf dem Monitor dargestellten Objekte auf dem Spielfeld sichtbar werden. Durch Kontakte auf dem Spielfeld kann der Spieler mit der Kugel auf die Grafiken des Monitors Einfluss nehmen. So lassen sich in Revenge from Mars mit der Kugel Raumschiffe zerstören.
Alle Geräte der Pinball-2000-Generation nutzen dieselben Gehäuse und dieselbe Hardware. Damit war es möglich, mit wenig Aufwand einen Automaten mit einem neuen Spiel auszurüsten. Hierfür mussten die Speicherchips der Steuerung ausgetauscht werden. Da das Spielfeld nur wenige Steckverbindern aufweist, kann es leicht durch ein Neues ersetzt werden. In den Umrüstkits für ein neues Spiel sind ebenfalls noch Aufkleber für das Gehäuse oder andre Abschussvorrichtungen für die Kugel enthalten.
Da die Automaten einen vollwertigen Computer enthielten, können sie auch mit dem Netzwerk verbunden werde, um sie aus der Entfernung mit einer Webcam zu spielen oder den Punktestand extern anzuzeigen.

## Geschichte
In den Jahren 1994 bis 1999 gingen die Stückzahlen der von Williams hergestellten Automaten immer mehr zurück. Damit sank die Profitabilität der Flippersparte. Parallel zur Entwicklung der regulären Flipperautomaten mit Dot Matrix Display (kurz DMD) wurde innerhalb der Flippersparte von Williams ein Team gebildet, welches ein Konzept für die nächste Generation des Flipperautomaten entwickeln sollte, um die Sparte zu erhalten.
Schon am Anfang der Entwicklung des Pinball-2000-Systems war klar, dass das DMD durch einen CRT-Monitor ersetzt werden würde. Zu Beginn der Entwicklung war der Monitor wie das DMD hochkant in den Kopf des Automaten eingebaut. An diesem Konzept wurde sechs Monate festgehalten, doch bereits während dieser Zeit gab es Kritik, dass dies nicht interaktiv genug sei und keine wirklichen spielerischen Neuerungen zu den DMDs hatte.
George Gomez hatte die Idee, durch die Reflexion eines Monitors in der Spielfeldscheibe die Kugel mit den Grafiken auf dem Monitor interagieren zu lassen. Zusammen mit Pat Lawlor baute er in 3 Wochen einen Prototyp in dessen Garage. Nach der Vorstellung wurde das Konzept für Pinball 2000 übernommen. Zum Zeitpunkt der Entwicklung baute Williams weiterhin reguläre Flipperautomaten mit DMD. Der erste für den Markt entwickelte Automat Revenge From Mars wurde 1999 auf der Fachmesse ATEI in London vorgestellt und erhielt viel positives Feedback. Nach den für die Zeit starken Verkaufszahlen von 6.878 verkauften Automaten war Williams zunächst zuversichtlich, die Flippersparte erhalten zu können. Die im Jahre 1998 gebauten mit DMD ausgestatteten Automaten von Williams erreichten lediglich geringe Stückzahlen von 1.369 für The Champion Pub, von Cactus Canyon verkauften sich nur 903 Automaten und Monster Bash erreichte immerhin eine Absatzzahl von 3.361 Stück. Der letzte von Williams herausgebrachte Flipperautomat Star Wars Episode 1 (Pinball 2000) konnte mit einer Stückzahl von 3.525 das Management nicht überzeugen, die Flippersparte zu erhalten.
In Oktober 1999 entschied Williams, die Flippersparte zu schließen. Damit blieb lediglich Sega, später unter dem Namen Stern, lange Zeit der einzige Flipperhersteller am Markt. Das ursprüngliche Konzept von Pinball 2000 wurde später von Stern übernommen, wobei die Reflexionstechnik durch aktuelle Flachbildschirme ersetzt wurde, vergleichbar mit dem Automaten The Munsters.

## Technik
Im Gegensatz zu der vorherigen Flippersteuerung WPC-95 basiert die Steuerung der Pinball-2000-Automaten auf regulärer PC-Hardware. Dadurch folgte auch ein Wechsel der Programmiersprache von 6809-Assembler für den Motorola 68000 Mikrocontroller zu C++. Für spätere Updates der Hardwareplattform wurde die Software sehr universell und modular entwickelt.

### Speicher
Das Betriebssystem XINA sowie die Sounddaten, Bilder und das Spielprogramm befinden sich auf der PRISM Card. Die Daten sind auf ROMs gespeichert, es steht aber ein Flash-Speicher zum Einspielen von Updates zur Verfügung. So kann bei einem gescheiterten Update auf die Ursprungsversion zurückgegriffen werden.

## Automaten
Williams brachte lediglich zwei Automaten der Pinball-2000-Generation heraus. Es gibt jedoch drei weitere Prototypen die nicht öffentlich verfügbar waren und sehr geringe Stückzahlen aufwiesen.

### Revenge From Mars (RFM)
Revenge From Mars war der erste veröffentlichte Automat der Pinball-2000-Generation. Williams brachte ihn unter der Marke Bally im Januar 1999 heraus, vorgestellt wurde er auf der ATEI in London. Er war der letzte Automat mit Bally als Marke, den Williams herstellte. Entworfen wurde er von George Gomez mit Artwork von John Youssi und Greg Freres. Revenge From Mars ist der Nachfolger des 1995 erschienenen Attack from Mars.
Mit 6878 verkauften Automaten war Williams zunächst zuversichtlich die Flippersparte erhalten zu können.
Wie im Vorgänger Attack from Mars geht es darum einen Angriff von Außerirdischen abzuwehren und die Erde zu retten. Dafür müssen verschiedene Aufgaben erfüllt werden, wie das Abschießen von Raumschiffen mit der Kugel.

### Star Wars Episode 1 (SWEP1)
Star Wars Episode 1 war der letzte Flipper der Pinball-2000-Generation und der Firma Williams, nach den schwachen Verkaufszahlen von 3525 Stück wurde die Flippersparte am 25. Oktober 1999 aufgelöst. Entworfen wurde der Automat von John Popadiuk mit Artwork von Dave Müller, Paul Barker und Kevin O’Connor. Es war ebenfalls ein Umbau Kit für den Revenge From Mars erhältlich.
Der Flipperautomat basiert auf dem Film Star Wars: Episode I – Die dunkle Bedrohung ähnlich wie im Film geht es um die Ausbildung zum Jedi, dafür muss der Spieler verschiedene Aufgaben erfüllen, um den Status eines Jedis zu erlangen.

### Prototypen
Zusätzlich sind die Namen dreier Prototypen bekannt:
- Wizard Blocks
- Playboy
- Holopin – erster Konzept-Automat von Pinball 2000